# Jinbrianax schillhameri
Jinbrianax schillhameri là một loài bọ cánh cứng trong họ Psephenidae. Loài này được Lee, Satô & Yang miêu tả khoa học đầu tiên năm 1999.